# Écija Balompié
L’Écija Balompié és un club de futbol espanyol de la ciutat d’Écija, a la província de Sevilla, Andalusia. Fundat l’any 1939, el club ha militat principalment a les categories inferiors del futbol espanyol.
Actualment, l’Écija Balompié competeix a la Segona Andaluza, que és la vuitena categoria del futbol espanyol i una de les divisions regionals d'Andalusia. Tot i que en el passat va competir a categories nacionals com la Segona Divisió B i la Tercera Divisió, en els darrers anys ha passat a competir en les divisions regionals després de diversos ascensos i descensos.

## Història
L'Écija Balompié va ser fundat l'any 1939 a la ciutat d’Écija, a la província de Sevilla, Andalusia. Al llarg de la seva història, ha militat en diverses categories del futbol espanyol, amb moments destacats que inclouen la seva participació a les competicions nacionals més importants.

### Èxits a les categories nacionals
El club va assolir la seva màxima categoria, la Segona Divisió B, a finals dels anys 80 i durant gran part de la dècada dels 90, sent un dels equips habituals de la categoria durant aquestes temporades. En aquesta etapa, l’Écija va aconseguir alguns èxits notables, com quedar en les primeres posicions del grup IV de la competició, i fins i tot va disputar els play-off d'ascens per pujar a Segona Divisió A en diverses ocasions.

### Descens i transició cap a les categories regionals
Amb el pas dels anys, l’Écija va començar a patir diversos descensos que el van portar a competir a les categories inferiors. El primer gran descens es va produir a la temporada 2004-2005, quan el club va caure a la Tercera Divisió després de diverses temporades a la Segona Divisió B. A partir d’aquí, el club va experimentar una sèrie de descensos i ascensos a les categories regionals, com la Primera Andaluza i finalment la Segona Andaluza, on competeix actualment.
Les dificultats econòmiques i la falta de recursos per mantenir-se en les categories nacionals van ser factors claus en aquest descens, així com la competència cada vegada més dura en les lligues professionals. Tot i això, el club ha mantingut una gran passió per part dels seus seguidors i segueix sent un símbol important a la ciutat d’Écija.

### Segona Andaluza
Actualment, l’Écija Balompié competeix a la Segona Andaluza, la vuitena categoria del futbol espanyol, que forma part del sistema de lligues regionals a Andalusia. Aquest descens a les divisions regionals ha marcat una nova etapa per al club, que busca recuperar-se i aspirar a categories més altes en el futur.

## Uniforme
- Primera equipació: Samarreta blava, pantaló blanc i mitges blaves.
- Segona equipació: Samarreta, pantaló i mitges negres.

## Estadi
L'Écija Balompié juga els seus partits com a local al Estadio San Pablo, amb capacitat per a 4.500 espectadors. Les dimensions del camp són 103 x 69 metres.

## Dades del club
- Temporades a Primera Divisió: 0
- Temporades a Segona Divisió A: 2
- Temporades a Segona Divisió B: 21
- Temporades a Tercera Divisió: 15
- Divisió d'Honor: 1
- Primera Andaluza: 1
- Segona Andaluza: 2
- Tercera Andaluza: 1
- Millor posició a la lliga: 13è (Segona Divisió, temporada 1995-96)
- Pitjor posició en categoria nacional: 16è (Tercera Divisió, temporada 1960-61)

## Palmarès
- 1 Campionat de Segona Divisió B (Temporada 2007-08)